# Labahitha nicobarensis
Espèce
Synonymes
- Filistata nicobarensis Tikader, 1977

Labahitha nicobarensis est une espèce d'araignées aranéomorphes de la famille des Filistatidae.

## Distribution
Cette espèce est endémique des îles Andaman-et-Nicobar en Inde.

## Description
La femelle holotype mesure 5,00 mm.

## Systématique et taxinomie
Cette espèce a été décrite sous le protonyme Filistata nicobarensis par Tikader en 1977. Elle est placée dans le genre Pritha par Patel en 1978 puis dans le genre Labahitha par Magalhaes, Berry, Koh et Gray en 2022.

## Étymologie
Son nom d'espèce, composé de nicobar et du suffixe latin -ensis, « qui vit dans, qui habite », lui a été donné en référence au lieu de sa découverte, les îles Nicobar.

## Publication originale
- Tikader, 1977 : « Studies on spider fauna of Andaman and Nicobar islands, Indian Ocean. » Records of the Zoological Survey of India, vol. 72, p. 153-212.